# マロリー・マッケイジ
マロリー・グレース・マッケイジ（Mallory Grace McCage、1994年2月2日 - ）は、アメリカ合衆国の女子バレーボール選手。ポジションはミドルブロッカー。アメリカ代表。

## 来歴

### クラブチーム
テキサス州スプリング出身。テキサス大学時代には2012年のNCAA女子バレーボール選手権大会で優勝、2015年の同大会で準優勝した。2016年、ドイツのVCヴィースバーデンに入団し1年間プレーした。2017年5月、アリアンツ MTV シュトゥットガルトへ移籍し、2017/18シーズンのブンデスリーガとドイツカップで準優勝した。2018/19シーズンにはブンデスリーガで優勝し、自身もベストブロッカー部門でトップの活躍をみせた。2020年からはアスリーツ・アンリミテッドでのプレーを経て、2024/25シーズンから新設されたLOVBに参戦した。

### 代表チーム
アンダーカテゴリーの代表として2010年、U-19北中米選手権に出場し金メダルを獲得し、ベストミドルブロッカー賞を受賞した。2011年、U-19世界選手権に出場した。2017年、シニア代表に初選出され、同年のパンアメリカンカップに出場し金メダルを獲得した。2018年のパンアメリカンカップに出場し金メダルを獲得した。

## 受賞歴
- 2010年 - U-19北中米選手権 ベストミドルブロッカー賞
- 2017年 - 2016/17ドイツブンデスリーガ ベストブロッカー賞
- 2018年 - 2017/18ドイツブンデスリーガ ベストブロッカー賞
- 2019年 - 2018/19ドイツブンデスリーガ ベストブロッカー賞

## 所属クラブ
- テキサス大学（2012-2016年）
- VCヴィースバーデン（2016-2017年）
- アリアンツ MTV シュトゥットガルト（2017-2019年）
- アスリーツ・アンリミテッド（2020-2023年）
- ベガス・スリル（2023-2024年）
- アスリーツ・アンリミテッド（2024年）
- LOVBオースティン （2024年-）